# Karl Sandels
Karl Sandels, född 5 november 1906 i Stockholm, död 26 januari 1986, var en svensk fotograf.

## Biografi
Karl Sandels var son till fotografen Knut Hjalmar Sandels och Eva Johanna Hultgren, sonson till fotografen Carl Sandels och brorson till Gösta Sandels.
Sandels började fotografera i 12-13-årsåldern. År 1924 fick han en idrottsbild publicerad i Dagens Nyheter och 1926 började Sandels vid Stockholms Dagblad som 1931 slås samman med Stockholms-Tidningen. Mellan 1934 och 1948 drev Sandels bildbyrån Sandels Illustrationsbyrå.
Efter att ha slutat som aktiv fotograf 1942 var Sandels 1942–1960 ombudsman och verkställande direktör för Svenska Fotografers Förbund. Han var även verksam som kursledare och lärare. År 1961 startade Sandels tidskriften Fotonyheterna. Sandels finns representerad vid Moderna museet i Stockholm. Han är begravd på Norra begravningsplatsen utanför Stockholm.